# 松浦次郎
松浦 次郎（まつうら じろう、1972年8月21日 - ）は、日本の格闘家、ボディーガード、パーソナルトレーナー、スポーツインストラクター。埼玉県出身、埼玉県立川越工業高等学校卒業。身長182cm、体重100kg。血液型O型。

## 来歴
ラグビーや極真空手、キックボクシング、柔道などの経験を活かすため、高校卒業後、陸上自衛隊に入隊。除隊後、岡田孝（現・三州ツバ吉）とともに、大手スポーツクラブでスポーツインストラクターとして勤務。その後、ボディーガード、パーソナルトレーナーとしても活動。
1998年、極真会館主催の第1回極真祭では総本部道場Aチームの主将として団体戦で優勝している。2001年には映画『ウォーターボーイズ』に端役で登場している。
極真会館在籍時は、ニコラス・ペタス、入澤群らと共に汗を流した。現在は、ウエイトトレーニングのパーソナルスポーツアドバイザー、キックボクシングジムのコーチとして活躍しながら、アームレスリングの各種大会に出場し、2006年、第12回関東アームレスリング選手権大会では無差別級レフトハンドで第3位に入賞している。

## 主な成績
- 第1回極真祭 団体戦 優勝
- 第12回関東アームレスリング選手権大会 無差別級レフトハンド 第3位

## 主な出演作品

### 映画
- ウォーターボーイズ
- 中国の鳥人（本木雅弘主演）松浦は端役で出演